# 4917 Yurilvovia
4917 Yurilvovia (1973 SC6) là một tiểu hành tinh vành đai chính được phát hiện ngày 28 tháng 9 năm 1973 bởi N. S. Chernykh ở Nauchnyj.